# Kathmandu Holdings

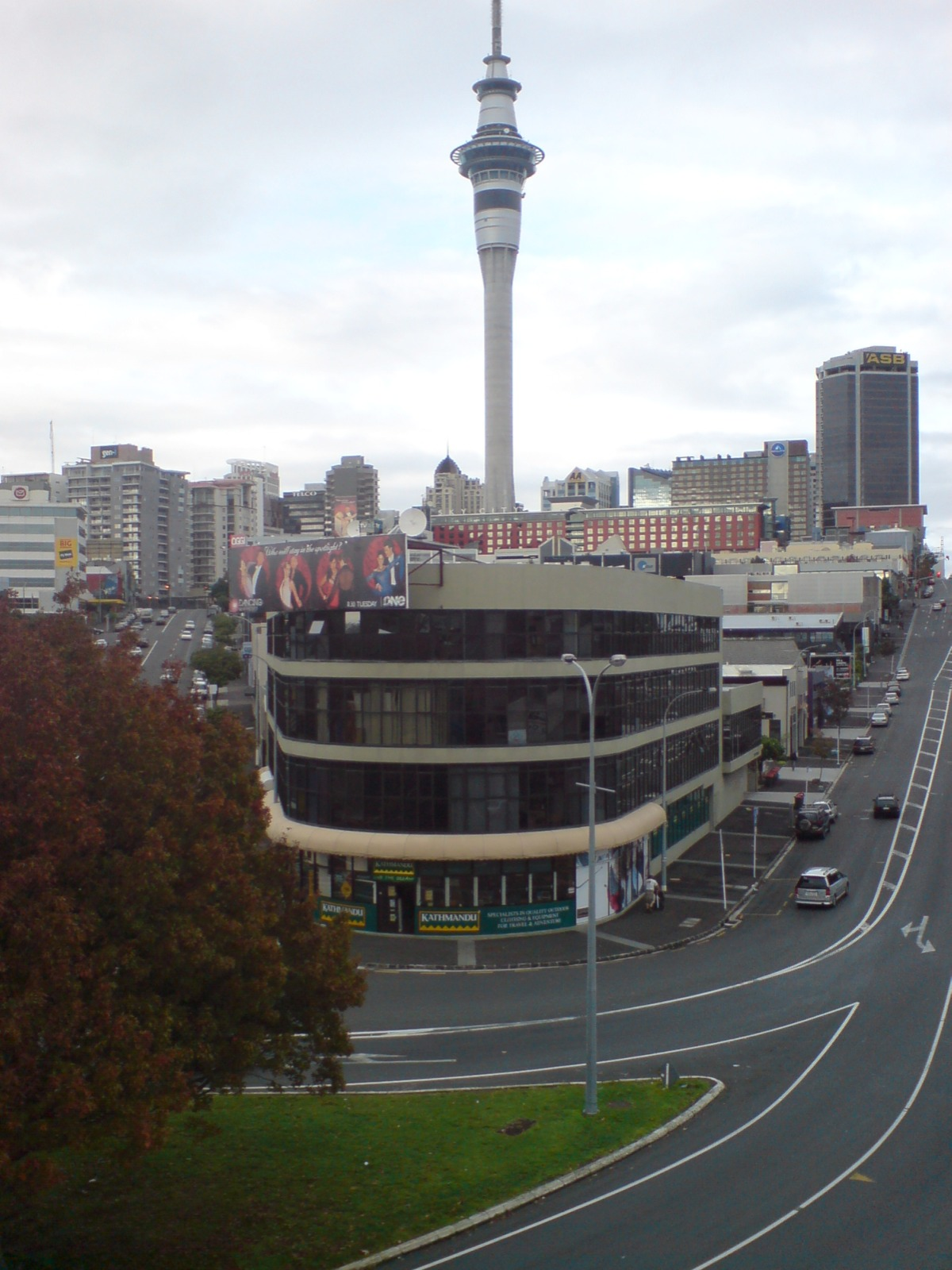
Eines der „Flaggschiffe“ Kathmandus in Auckland

Kathmandu Holdings Limited ist eine international operierende Einzelhandelskette für Outdoor-Bekleidung, Funktionsbekleidung und Outdoor-Ausrüstung (z. B. Rucksäcke, Zelte und Schuhe). Das Unternehmen wurde 1987 in Melbourne, Australien und Christchurch, Neuseeland gegründet. Hauptsitz ist heute Christchurch. Die Aktien des Unternehmens sind seit 2009 an der NZX und der ASX gelistet.
Gründer des Unternehmens waren die Australierin Jan Cameron, die hierfür ihr Unternehmen „ALP Sports Clothing“ verkauft hatte, und der 2008 beim Bergsport am Mount Aspiring tödlich verunglückte Neuseeländer John Pawson. Die ersten Geschäfte wurden in Australien eröffnet, wohingegen die Produktion hauptsächlich ihren Standort in Neuseeland hatte. Heute unterhält die Kette 133 Warengeschäfte; 83 in Australien, 44 in Neuseeland und sechs im Vereinigten Königreich.
2006 ging die Firma vollständig an ein australisches Private-Equity-Unternehmen, nachdem Cameron sich hatte auszahlen lassen und ausgeschieden war.
Bei einem Erdbeben im Februar 2011 wurde der Firmensitz in Christchurch erheblich zerstört, weshalb das Unternehmen seine Geschäftszentrale vorübergehend nach Melbourne verlegte.